# Aurora Dragoș
Aurora Cristina Dragoș (n. 11 ianuarie 1968, Cluj, România) este o fostă baschetbalistă română.
| Aurora Dragoș  | Aurora Dragoș           |
| -------------- | ----------------------- |
| Data nașterii: | 11 ianuarie 1968        |
| Locul nașterii | Cluj-Napoca             |
| Naționalitate: | Română                  |
| Părinți:       | Dragoș Gligor și Angela |
| Frate:         | Dragoș Mircea           |
| Căsătorită:    | Rus Vasile(Octavian)    |

## Educație și formare
Diploma de Master în specialitatea Management Sportiv (2006)
Universitatea Babes – Balyai, Facultatea de educație fizica si sport ,Cluj-Napoca
Diploma de licență în kinetoterapie (2005)
Universitatea Avram Iancu, Facultatea de educație fizica si sport Cluj-Napoca
Diploma de licență în inginerie chimica (1993 )
Universitatea Babes – Balyai, Facultatea de inginerie chimica , Cluj-Napoca
Diploma de bacalaureat (1986)
Colegiul National Emil-Racovita, Cluj-Napoca

## Carieră sportivă
Carieră sportivă
- Clubul sportiv Viitorul Cluj-Napoca (1979-1986)

Rezultate la nivel de juniori:
- 8x locul 1 în Campionatul Național de juniori al României
- 4x locul 2 în Campionatul Național de juniori al României
- 2x locul 3 în Campionatul Național de juniori al României
- Cosgetera în Campionatul Național de juniori al României (1983, 1985)

Cluburi seniori:
- Clubul sportiv Universitatea Cluj-Napoca (1983-1996)
- Clubul sportiv Acro + Olimpia București (1996-1998)
- Clubul sportiv Triamvos Atena (1998-1999)

Rezultate la nivel de seniori :
- 11 x locul 1 în Campionatul Național al României
- 1 x locul 2 în Campionatul Național al României
- 1 x locul 3 în Campionatul Național al României

- Cosgetera in C.N. al României de senioare (1996,1998 )
- Titlul de cea mai buna jucătoare a C.N al României (1991,1993,1995,1997 )
- 300 de selecții în echipa reprezentativa a României/ căpitan al naționalei României

Titlul de "Maestru Emerit al Sportului" 1999

## Carieră profesională
- 2014- prezent - Organizator evenimente sportive , Sala Polivalenta , Cluj-Napoca
- 2010-2014 - Consilier superior , DJST Cluj
- 2007-2010 - Director executiv , DSJ Cluj
- 2006-2007 - Director adj. DSJ Cluj
- 2002-2006 - Manager al echipei de baschet feminin C.S.Universitatea Cluj

( Argint, editia 2002-2003 – divizia A , Bronz, editia 2003-2004 – divizia A ,
Aur, editia 2004-2005 - juniori 1 si 2)
- 2005 - 2013 Membru in Biroul Federal al Federatiei Romane de Baschet
- 2009 - 2013 - Vicepresedinte al Federatiei Romane de Baschet
- 2021- prezent – Membru in Consiliul Director al Federatiei Romane de Baschet